# Elysée
Automobiles Elysée war ein französischer Automobilhersteller. Eine Quelle verwendet die Schreibweise Élysée, aber das Unternehmen schrieb sich in einer Werbeanzeige AUTOMOBILES ELYSÉE.

## Unternehmensgeschichte
Das Unternehmen aus Paris begann 1921 mit der Produktion von Automobilen. Der Markenname lautete Elysée. 1925 endete die Produktion.

## Fahrzeuge
Das Unternehmen bot anfangs zwei verschiedene Kleinwagen mit Vierzylindermotoren an. Im kleineren Modell, dessen Motor über 780 cm³ Hubraum verfügte, wurde die Motorleistung über Riemen auf die Antriebsachse übertragen. Das größere Modell verfügte über einen Motor mit 950 cm³ Hubraum und Kardanantrieb. Später folgte das Modell 10 CV, das über einen Vierzylindermotor mit 1995 cm³ Hubraum verfügte.